# Dæmon (À la croisée des mondes)
Pour l’article ayant un titre homophone, voir Démon.
Un dæmon (prononcer comme le mot français « démon ») est une créature de la trilogie À la croisée des mondes de Philip Pullman.
Dans cette série, chaque humain possède un dæmon, un être de forme animale, qui fait partie de lui. Le dæmon serait donc en quelque sorte la manifestation physique de l'âme d'un humain. Beaucoup de caractéristiques des dæmons concordent avec certains concepts de psychologie ou d'anthropologie.

## Concept
Dans d'autres mondes, comme le nôtre selon le livre, les dæmons sont invisibles (mais existent néanmoins). Pour tenter de le voir, il faut ouvrir son esprit et il apparaîtra. Le dæmon d'un enfant est un animal mais il ne possède pas de forme définitive, et change à loisirs selon les circonstances. Mais à la puberté de l'enfant, le dæmon prend une forme définitive qui reflète la personnalité de la personne.
Le dæmon est en général du sexe opposé à celui de son humain. Cependant, dans certains cas, le dæmon est du même sexe que son humain, ce qui est interprété par beaucoup de lecteurs comme le signe de l'homosexualité de ce personnage. Philip Pullman indique qu'il n'a pas eu cette intention, mais que c'est possible, tout comme cela pourrait indiquer un don de double-vue dit-il dans une interview.
Il n'est en outre jamais expliqué à aucun moment du livre comment « naissent » les dæmons et sous quelle forme.
Toucher le dæmon d'un autre est totalement interdit par la morale. C'est un des plus grands tabous du monde de Lyra. Il est dit que même les guerriers pendant les batailles font attention à ne jamais toucher le dæmon d'un autre combattant.
En règle générale, une personne et son dæmon doivent rester à une courte distance l'un de l'autre, pour que le « fil » invisible qui les relie reste intact. En cas d'éloignement, les deux êtres souffrent physiquement. Cette règle ne s'applique pas aux sorcières, dont les dæmons-oiseaux peuvent voler à leur guise à des milliers de kilomètres de leur humain sans couper le fil invisible. Forcer à séparer un dæmon de son humain cause irrémédiablement leur mort.
Dans la trilogie cependant, une guillotine spéciale, mise au point et utilisée par le Conseil d'Oblation permet de séparer un dæmon de son humain sans tuer la personne. Néanmoins, cette « opération » transforme l'humain en véritable zombie et génère aussi une énorme émission d'énergie pure, qui est notamment utilisée par Lord Asriel pour créer son pont vers le monde où se tient Cittàgazze.

## Origines

La Dame à l'hermine (1488-1490), Léonard de Vinci.

La Dame à l'écureuil (1526-1528), Hans Holbein le jeune.

Étymologiquement et sémantiquement, le terme « dæmon » peut être rapproché du daimôn (δαίμων) de la mythologie grecque (Socrate clamait en posséder un). Appelé « familier », « démon familier » ou « bon génie » en français ou familiar spirit dans la pratique de la sorcellerie moderne anglaise, c'est une entité (animal ou esprit) imaginaire et invisible, à laquelle les hommes s'adressent pour demander des conseils ou obtenir des services, parfois rapprochée du principe de l'ange gardien.
En tant que manifestation physique de l'âme d'un humain, le dæmon est décrit de manière presque identique par l'auteure américaine de science-fiction C. L. Moore dans sa nouvelle Dæmon (1946) : c'est pour Moore une créature ayant une forme humaine de différentes couleurs, qui suit son maître où qu'il aille et qui est invisible par les autres.
Le poète irlandais W. B. Yeats a développé le concept de l'inspiration poétique comme étant le résultat d'un conflit entre le poète et son « dæmon », qu'il considérait les esprits désincarnés des morts, principalement dans son œuvre Une vision (A Vision) en 1925.
William Blake a évoqué dans son œuvre Songs of Experience la relation qui unit l'âme et le corps.
Les dæmons partagent certaines propriétés des Fylgja de la mythologie nordique, le Nahual et le Tonal de la mythologie aztèque et l'aku-aku de l'île de Pâques.
De plus, on peut aussi faire un parallèle avec les concepts de l'anima et de l'animus développés par Carl Jung dans la psychologie analytique.
Pullman a eu l'idée du concept des dæmons en voyant La Dame à l'hermine de Léonard de Vinci, ainsi que certains portraits de Giambattista Tiepolo et de Hans Holbein le jeune.

## Orthographe étrangère
Dans les langues scandinaves, d'où est issue la ligature « æ », et notamment en danois, le mot « dæmon » signifie « démon ».
Le mot « dæmon » est donc orthographié « daimon » dans les éditions danoises, norvégiennes, suédoises et finlandaises d’À la croisée des mondes. Cette orthographe se retrouve aussi dans les éditions italiennes et serbes.
En islandais, le terme fylgja lui est utilisé à la place de dæmon, en référence à la créature mythologique locale. En espagnol, il est changé en « daimonion ». La version portugaise a choisi d'utiliser le mot « génio » en référence aux esprits familiers de la mythologie gréco-romaine, alors que l'édition brésilienne choisit plutôt « dimon » dans ses nouvelles versions. En hongrois, le dæmon est appelé « daimón ».
En hébreu, le terme est traduit littéralement en « er'el » (signifiant ange), en référence au mot biblique hébraïque « elil » (signifiant petite divinité). Cela rappelle la traduction grecque Septante de l'Ancien Testament, dans laquelle le mot « elil » est traduit en grec en « daimon ».

## Dæmons des principaux personnages
Sont ici listées les formes principales des dæmons des principaux personnages avant la puberté et leur forme définitive.
- Lyra Belacqua : Pantalaimon
  - Papillon de nuit
  - Hermine
  - Martre (forme définitive)
- Will Parry : Kirjava
  - Chatte (forme définitive)
- Lord Asriel : Stelmaria
  - Léopard des neiges (forme définitive)
- Marisa Coulter : (nom jamais mentionné dans la trilogie, mais nommé Ozymandias dans l'heure radiophonique)
  - Singe doré (espèce non mentionnée mais il s'agit certainement d'un entelle vu la description qui en est faite par l'auteur[réf. nécessaire]) (forme définitive)
- Roger Parslow : Salcilia
  - Terrier (forme habituelle)[3]
- Mary Malone : (nom jamais mentionné)
  - Crave alpin (forme définitive)
- John Faa : (nom jamais mentionné)
  - Corbeau (forme définitive)
- Farder Coram : Sophomax
  - Chatte (forme définitive)
- Serafina Pekkala : Kaisa
  - Oie (forme définitive)
- Lee Scoresby : Hester
  - Lièvre (forme définitive)
- Le Maître de Jordan College : (nom jamais mentionné)
  - Corbeau (forme définitive)
- L'évêque : (nom jamais mentionné)
  - Pélican blanc (forme définitive)